# George F. Green
George F. Green was een Amerikaanse tandarts die enkele belangrijke bijdragen heeft gedaan aan de ontwikkeling van de tandartsboor. 
In 1868 presenteerde hij een verbeterde versie van John Greenwood, de persoonlijke tandarts van George Washington. Gebruikte Greenwood nog een boor aangedreven door een spinnewiel, Greens versie was een pneumatische boor die werkte op een pedaalbediende balg. Zijn ervaringen hiermee waren echter niet geweldig te noemen, hij begon met het experimenteren met elektriciteit en in 1875 liet hij de eerste elektrische tandartsboor patenteren, een belangrijke stap voorwaarts voor de tandheelkunde.
De boor werkte wel goed maar het gebruik ervan was nog erg omslachtig. Vlak na de overgang naar de twintigste eeuw, toen ook de meeste tandartspraktijken werden voorzien van elektriciteitbekabeling, kreeg de ontwikkeling van de tandartsboor een nieuwe impuls door de uitvinding van inplugbare, veel kleinere typen.

## Trivia
De door Green gepatenteerde elektrische versie van de tandartsboor kreeg ook een oneigenlijke toepassing als marteltuig gebruikt bij het verhoor van criminelen en krijgsgevangenen. Dit werd later verboden door de Conventies van Genève.